# Roman Gabriel
Roman Gabriel (Wilmington, Carolina del Norte; 5 de agosto de 1940-Little River, Carolina del Sur; 20 de abril de 2024) fue un jugador estadounidense de fútbol americano, actor y entrenador de fútbol americano que jugó dieciséis temporadas con dos equipos en la NFL en la posición de quarterback, fue el primer quarterback de origen filipino en la NFL, ganó el premio de jugador más valioso en 1969, participó en cuatro Pro Bowl y fue dos veces All-American.

## Carrera

### Universitario
Fue el quarterback estrella de NC State Wolfpack, fue dos veces All-American y dos veces Jugador del Año de la ACC (1960–61), Gabriel terminó su carrera universitaria batiendo prácticamente todos los récords de pases en NC State Wolfpack. A nivel académico también fue All-American, Gabriel fue el primer jugador de NC State Wolfpack al que le retiraron el número en su última temporada, el cual fue presentado por el entonces gobernador de Carolina del Norte Terry Sanford el 20 de enero de 1962 al medio tiempo del partido de baloncesto entre NC State-Maryland en el Reynolds Coliseum. Como capitán del equipo, Gabriel impuso 22 récords de la universidad y nueve en la conferencia. Lanzó para 2,961 yardas y 19 touchdowns.
Conocido por tener un brazo fuerte, también jugó baloncesto y ganó el premio al mejor atleta universitario de las Carolinas. En sus tres años de carrera, lanzó 20 touchdowns de más de 15 yardas. En el aniversario de plata de la Atlantic Coast Conference en 2003 fue anunciado el mejor equipo histórico de la conferencia y Gabriel estaba en la lista de los mejores 50 jugadores de la historia de la ACC. Gabriel fue seleccionado al College Football Hall of Fame en 1989.

### Profesional
Gabriel fue la primera selección global del Draft de la AFL de 1962 por los Oakland Raiders, y la segunda selección global del Draft de la NFL de 1962 NFL por Los Angeles Rams. Gabriel firmó con los Rams para su carrera profesional.
Gabriel utilizó el número 18 con los Rams y el 5 con los Philadelphia Eagles. Gabriel jugó 16 temporadas en la NFL, con Los Angeles Rams de 1962 a 1972 y con los Philadelphia Eagles de 1973 a 1977. Ganó el premio NFL Most Valuable Player Award en 1969 y jugó en el Pro Bowl de 1967, 1968, 1969 y 1973. Al retirarse fue el líder pasador histórico de los Rams con 22,223 yardas y 154 touchdowns (1,705 com./3,313 att.) y lanzó para 7,221 yardas y 45 touchdowns (661 com./1,185 att.) con los Eagles. En 1973 lideró la NFL con 3,219 yardas y 23 pases de touchdown, por lo que ganó el premio NFL Comeback Player of the Year Award. Al final de la temporada de 2016 en la NFL, mantenía los récords de Rams en pases de touchdown (154), intentos de pase (3,313), y victorias como quarterback titular (74).
Entre 1962 y 1965 Gabriel tuvo problemas para ser el quarterback titular. Los entrenadores de Los Angeles Rams Zeke Bratkowski o Bill Munson no tomaban en cuenta a Gabriel. Sin embargo, debido a que los otros quarterbacks estaban lesionados, Gabriel pasó a ser titular en 23 partidos de 1962 a 1965, su récord fue de 11–11–1. Fue el mejor en comparación con el récord de los otros quarterbacks de los Rams que en 33 partidos fue de 4–27–2. Gabriel tuvo grandes victorias como en 1965 ante los eventuales campeones Green Bay Packers y la de 11–3 ante los Cleveland Browns.
Cuando George Allen reemplazó a Harland Svare en los Rams en 1966, una de sus primeras decisiones fue poner a Gabriel como titular. Gabriel fue titular en los 14 partidos de los Rams y el récord fue de 8–6, la primera temporada ganadora del equipo desde 1958. En 1967 los Rams terminaron con récord de 11–1–2 y ganaron la NFL Coastal Division. Gabriel fue elegido por la AP como jugador ofensivo de la semana en dos ocasiones. En la semana 13 Gabriel tuvo 20 de 36 en pases con 3 touchdowns (incluyendo el de la victoria en el último minuto) en el regreso para ganar 27–24 a los campeones defensores Green Bay Packers. La semana siguiente ante los Baltimore Colts para decidir el título divisiones, Gabriel completó 18 de 22 pases con 3 touchdowns y los Rams ganaron 34–10. En ese año los Rams fueron el equipo más anotador de la NFL pero fueron eliminados en los playoffs por los Packers 7-28. Gabriel lanzó para 2,779 yardas y 25 touchdowns y fue seleccionado al segundo equipo All-Pro y al Pro Bowl.
Al año siguiente tuvieron otra batalla divisional contra los Colts, pero una derrota 16–17 en el último partido de temporada regular ante los Chicago Bears hicieron que terminaran en segundo lugar. En 1969 los Rams iniciaron la temporada con 11 victorias consecutivas, lo que actualmente sigue siendo un récord en la franquicia, antes de perder ante los Minnesota Vikings en Los Angeles por 13-20. Con la racha de victorias aseguraron el título divisiones, y el coach Allen decidió dar descanso a varios titulares de los Rams y terminaron con marca de 11–3. En la revancha ante los Vikings en los playoffs en Minnesota los Rams perdieron 20–23. En la temporada Gabriel lanzó para 24 touchdowns y solo siete intercepciones, por lo que ganó el premio al jugador más valioso de la NFL por AP y NEA, el jugador del año por UPI, el más votado All-Pro y de nuevo seleccionado al Pro Bowl.
En 1970 luego de un reacomodo en la liga, puso a los Rams en la misma división de los San Francisco 49ers en la recién creada NFC West. Luego de perder de local ante los New York Jets (que no tenían al lesionado Joe Namath) en donde Gabriel lanzó tres intercepciones, los Rams ganaron tres partidos seguidos, incluyendo un 30–13 ante los 49ers para liderar la división. En la semana 13 los Rams tendrían por primera vez un Monday Night Football en Los Angeles. Sin embargo, con las 300 yardas de Gabriel, los Rams perdieron 23–28 ante los Detroit Lions, perdieron el liderato divisional y quedaron a un juego de los Lions por el puesto de wild card. Los Rams ganaron el último partido ante los New York Giants 31–3 pero los Lions ganaron el wild card y los 49ers el título divisional. De 1967 a 1970 Gabriel lideró a los Rams a un récord de 41–14–4 con 3 Pro Bowls.
En 1971 Gabriel no jugaría completos algunos partidos por lesiones de rodilla y hombro. Además, el coach George Allen se fue a los Washington Redskins luego de pelear con el gerente general de los Rams Dan Reeves. Aun así, los Rams tenían un difícil calendario similar al de 1970. Luego de perder ante los 49ers en la semana siete, enfrentarían a Washington (dirigidos por Allen) en la semana 13, perdieron 24–31 y repitieron el segundo lugar detrás de los 49ers y de los Redskins por el wild card. Vencerían a los Pittsburgh Steelers en el último partido de temporada regular, pero los 49ers vencerían a los Lions 31–27 y ganarían la división.
En 1972 lor problemas de lesiones de Gabriel empeoraron. Tenía una racha de 89 partidos seguidos como titular en ocho temporadas, y se perdió dos partidos. En el Monday night ganaron en San Francisco en la semana 12, los Rams subirían al primer lugar de la división, pero las derrotas ante St. Louis Cardinals y Detroit Lions en los últimos partidos de la temporada (combinado con una derrota ante New Orleans Saints), terminarían la temporada. Los Rams terminaron con marca de 6–7–1 y el coach Tommy Prothro fue despedido.
En 1972 los Rams contrataron a Chuck Knox como su nuevo coach y consiguieron a John Hadl como quarterback. El 8 de junio de 1973 luego de aceptar un contrato de $100,000 con Las Vegas Casinos de la Southwestern Football League en abril de 1973, Gabriel sería cambiado a los Philadelphia Eagles por Harold Jackson, Tony Baker, una selección de primera ronda del Draft de 1974 (11° general–John Cappelletti), y selecciones de primera y tercera ronda del Draft de 1975 (11° y 67° general–Dennis Harrah y Dan Nugent) .
Gabriel hizo que el equipo pasara de un récord de 2–11–1 a 5–8–1. Gabriel sería seleccionado al Pro Bowl por cuarta ocasión y ganó el premio al "Comeback Player of the Year" por Pro Football Weekly. En 1973 Gabriel lideró a los Eagles con 270 pases completos, 460 intentos, 3,219 yardas y 23 touchdowns (líder de la liga en todos) haciendo a los Eagle la mejor ofensiva por aire en la NFL. Gabriel luego de jugar en 1977 pasaría a ser suplente en las siguientes dos temporadas. En su último año sería el suplente de Ron Jaworski, que había jugador con los Rams de 1973 a 1976.
En su carrera tuvo un récord de 86–64–7, lanzó para 29,444 yardas con 201 touchdowns. Es el único quarterback de su era en tener el "porcentaje de intercepciones más bajo" en las estadísticas de la NFL. La Professional Football Researchers Association nombró a Gabriel en el PFRA Hall of Very Good Class de 2013.
Luego de retirarse trabajó dos años con NFL on CBS de 1978 a 1979.

## Entrenador
Gabriel fue el último entrenador de fútbol americano de Cal Poly Pomona Broncos de 1980 a 1982 y su récord fue de 8–24. El 26 de noviembre de 1982 pasó a ser coordinador ofensivo de Boston Breakers en la USFL. Cal Poly-Pomona cerró su programa de fútbol americano.
Gabriel también fue entrenador del Raleigh–Durham Skyhawks de la World League of American Football. Fue el único coach que no ganó un partido en la temporada inaugural de 1991, pero estuvo cerca de vencer a Jack Elway 3-7 del Frankfurt Galaxy en Alemania. El récord de 0-10 de los Skyhawks fue corto, ya que la franquicia fue reemplazada por Ohio Glory.

## Actor
Gabriel fue un invitado frecuente en los programas de entrevistas televisivos (talk shows) de su época, incluyendo The Merv Griffin Show, The Virginia Graham Show, The Rosey Grier Show y The Joey Bishop Show.
Gabriel también tuvo una breve carrera en las películas, interpretó a un guardia de prisión en la película de Otto Preminger de 1968 Skidoo y a un nativo americano llamado "Blue Boy" en una película western de 1969 con John Wayne y Rock Hudson llamada The Undefeated. También apareció como un cazador de cabezas el 14 de noviembre de 1966 en el episodio "Topsy-Turvey" de Gilligan's Island. Con varios de sus compañeros en los Rams hizo un cameo como jugador de fútbol americano en 1965 en un episodio de la serie Perry Mason titulado "The Case of the 12th Wildcat", así como en 1970 en la serie Ironside en el episodio "Blackout". Apareció dos veces en Rowan & Martin's Laugh-In. También apareció en un episodio de la serie de 1978 Wonder Woman, "The Deadly Sting".